# Budzisław Kościelny
Budzisław Kościelny (prononciation : [buˈd͡ʑiswaf kɔɕˈt͡ɕelnɨ]) est un village polonais de la gmina de Kleczew dans le powiat de Konin de la voïvodie de Grande-Pologne dans le centre-ouest de la Pologne.
Il se situe à environ 15 kilomètres au nord-ouest de Kleczew (siège de la gmina), à 40 kilomètres au nord-ouest de Konin (siège du powiat) et à 100 kilomètres à l'est de Poznań (capitale régionale).
Le village possédait une population de 1 299 habitants en 2009.

## Histoire
De 1975 à 1998, le village faisait partie du territoire de la voïvodie de Konin.

Depuis 1999, Budzisław Kościelny est situé dans la voïvodie de Grande-Pologne.